# Hilde Raupach
Hilde Raupach - była niemiecka saneczkarka, mistrzyni Europy. 
Na mistrzostwach Europy w 1928 w niemieckim Schreiberhau (dzisiejsza Szklarska Poręba) wywalczyła złoty medal. 